# Kim Dotcom
Kim Dotcom (Kiel, 21 januari 1974), geboren als Kim Schmitz, is een Duits ondernemer. Kim Dotcom woonde in Hongkong, later in Auckland, en heeft een gezin met een vrouw en vijf kinderen.

## Megaupload
Kim Dotcom kreeg in 2005 bekendheid als oprichter van Megaupload; een uitgebreid, in Hongkong gevestigde bestandhostingservice. In 2012 werd Megaupload op last van de FBI opgedoekt na een vonnis op beschuldiging van schending van auteursrechten. Kim Dotcom begon in 2013 met MEGA dat als opvolger van Megaupload gezien kan worden, maar staakte zijn medewerking in 2015.

## Arrestatie
Op 20 januari 2012 werd Kim Dotcom in Auckland gearresteerd, tijdens een inval van de politie. Nauwelijks een maand later, op 22 februari, werd hij op last van de rechter onder borg weer vrijgelaten. Bij de actie en nadien hadden onregelmatigheden plaatsgevonden, en Dotcom ontving excuses en een schadeloosstelling van de politie. De daaropvolgende vijf jaar werd intens geprocedeerd rond een mogelijke uitlevering aan de Verenigde Staten wegens piraterij, en de rechtszaak is nog steeds in behandeling.
Anno 2022 liepen er nog steeds rechtszaken om uitlevering naar de Verenigde Staten te vermijden.

## Alternatief internet
In een bijdrage voor SydStart -een Australische conferentie voor start-ups-, ontvouwde Dotcom in oktober 2015 plannen voor een alternatief internet, aangedreven door het ongebruikt processorvermogen van miljoenen smartphones, via de nieuwe app Meganet. Een dergelijk internet zou werken zonder IP-adressen, en niet of minder vatbaar zijn voor spionage door de overheid en grote bedrijven. Het uitrollen van dit alternatieve internet ("from the people, for the people") kon echter nog jaren in beslag nemen. Eind 2017 kwam het plan opnieuw in de aandacht te staan, naar aanleiding van de plannen van de Amerikaanse toezichthouder FCC om de onder president Obama ingevoerde netneutraliteit terug te draaien.